# Buccinum miyauchii
Buccinum miyauchii is een slakkensoort uit de familie van de Buccinidae. De wetenschappelijke naam van de soort is voor het eerst geldig gepubliceerd in 1972 door Azuma.